# Perizoma ablata
Perizoma ablata là một loài bướm đêm trong họ Geometridae.